# Lee Bowyer
Lee David Bowyer (Londres, Inglaterra, 3 de enero de 1977) es un exfutbolista y entrenador británico que jugaba como centrocampista. Actualmente está sin club.
Como jugador, jugó en Charlton Athletic, Leeds United, West Ham United (dos temporadas), Newcastle United, Birmingham City e Ipswich Town durante más de 18 años como profesional. Jugó 397 partidos en la Premier League, participó en semifinales de la Copa de la UEFA y de la Liga de Campeones de la UEFA con el Leeds y ganó la Copa de la Liga con el Birmingham en 2011. Bowyer fue internacional una vez con la selección de Inglaterra. Su carrera estuvo marcada por diversos incidentes tanto dentro como fuera del campo.
Bowyer ha dirigido dos de los clubes en los que jugó anteriormente. Después de tres años al frente del Charlton Athletic, lo dejó para convertirse en entrenador del Birmingham City en marzo de 2021 y fue despedido al final de la temporada siguiente. En septiembre de 2023 fue nombrado entrenador de Montserrat.

## Trayectoria

### Como jugador

#### Charlton Athletic
Nacido en Cannington, Londres, Bowyer jugó para el equipo juvenil Senrab antes de unirse al Charlton Athletic cuando era juvenil. Se convirtió en profesional en abril de 1994. Llamó la atención por primera vez en 1995, cuando él y su compañero Dean Chandler dieron positivo en una prueba de drogas por consumo de cannabis. Bowyer fue excluido de la selección inglesa sub-18 y suspendido durante ocho semanas mientras participaba en un curso de rehabilitación organizado por la Asociación Inglesa de Fútbol. Luego se convirtió en un titular del primer equipo, jugó 58 partidos con el Charlton y marcó 14 goles. Un punto culminante particular fue el triplete de Bowyer en una memorable victoria por 5-4 sobre el Wimbledon en el partido de ida de la segunda ronda de la Copa de la Liga en septiembre de 1995.

#### Leeds United
En 1996, fue fichado por el técnico del Leeds United, Howard Wilkinson, por £2,8 millones, lo que supuso un récord para un adolescente británico. Más tarde, ese mismo año, Bowyer fue declarado culpable de pelea y multado con £4.500 tras un incidente en un restaurante McDonald's de Londres en el que imágenes de CCTV lo mostraban arrojando sillas y abusando racialmente de un miembro del personal de origen asiático.
Inicialmente, Alfie Haaland y David Hopkin mantuvieron a Bowyer fuera del primer equipo de Leeds. Finalmente, reemplazó a Hopkin en la temporada 1998-99 y desde entonces fue un titular habitual del primer equipo. Fue un jugador clave en el Leeds de David O'Leary que se clasificó para la Liga de Campeones en 1999-2000 y que alcanzó las semifinales de la Copa de la UEFA en 2000 y la Liga de Campeones en 2001. En la Champions League marcó goles cruciales contra el Milan, Barcelona y Anderlecht.

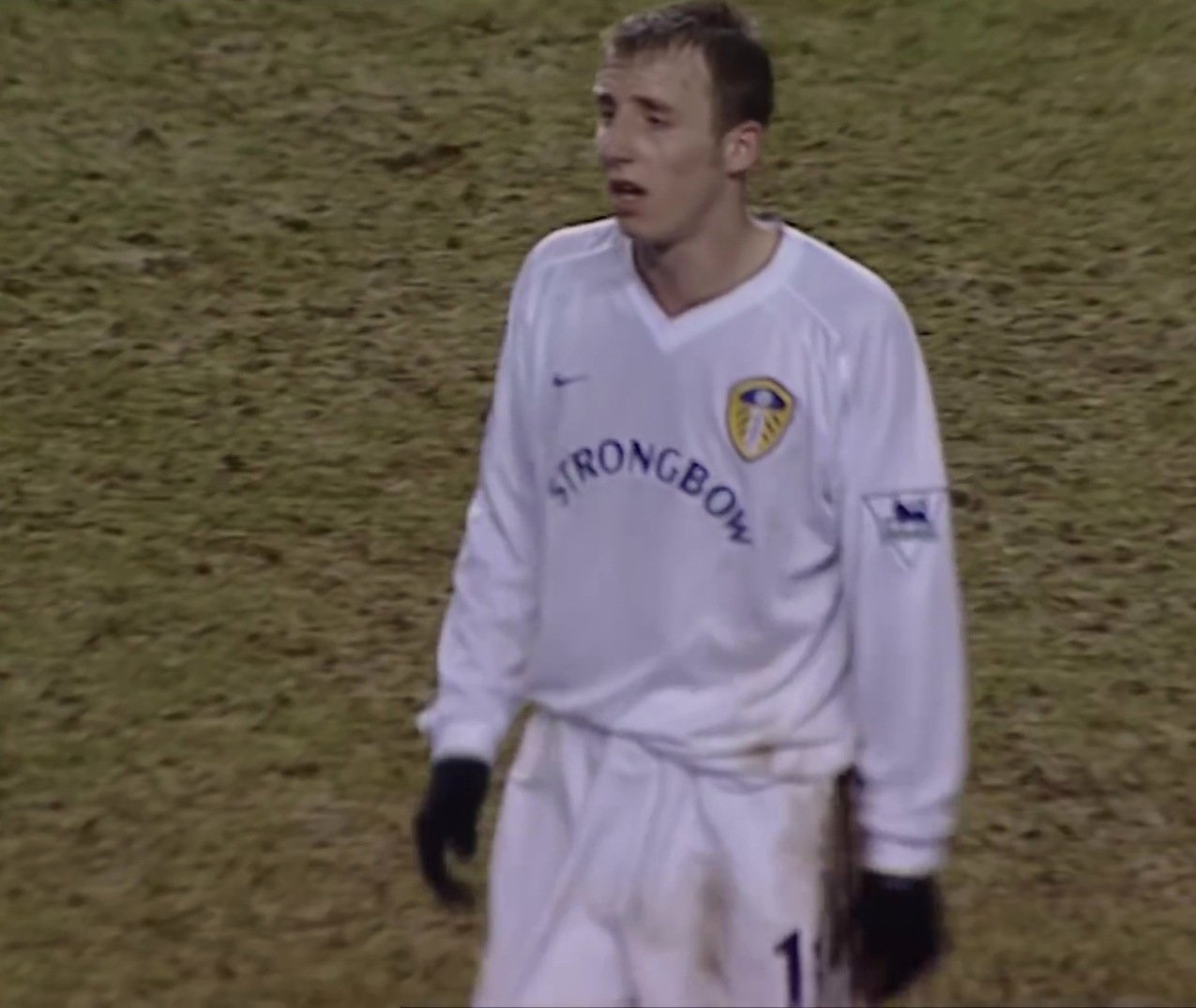
Bowyer en 2001.

Tras un incidente cerca de un club nocturno de Leeds en enero de 2000, en el que un estudiante asiático sufrió heridas graves, Bowyer y su compañero de equipo Jonathan Woodgate fueron acusados de causar daños corporales graves con intención y pelea. Tras un segundo juicio en el mismo lugar que finalizó en diciembre de 2001, Bowyer fue absuelto de ambos cargos, mientras que Woodgate fue declarado culpable de reyerta y sentenciado con servicio comunitario. Bowyer fue generalmente reconocido por jugar uno de los mejores fútbol de su carrera durante este período y, a menudo, salía directamente de la cancha para jugar en el Leeds. En 2005, el jugador llegó a un acuerdo extrajudicial de £170.000 en una demanda civil por daños y perjuicios interpuesta por la víctima y su hermano, que había resultado menos gravemente herido en la agresión.
Después de su absolución, el club le impuso una multa de cuatro semanas de salario por violar el código de conducta del club. A pesar de haber contado con el respaldo del club durante el juicio y de que el club pagó sus elevados honorarios legales, Bowyer se opuso a la multa y fue incluido en la lista de transferencias. La disputa se resolvió más tarde y fue eliminado de la lista de transferencias, aunque regresó a ella al final de la temporada después de rechazar un nuevo contrato de cinco años. Se acordó una tarifa de £9 millones para mudarse al Liverpool, que fracasó porque el técnico Gérard Houllier no estaba convencido de que el jugador tuviera "hambre o deseo" de jugar en el club. En enero de 2003, Bowyer fichó por el West Ham United. En total, disputó 265 partidos con el Leeds en todas las competiciones y marcó 55 goles.

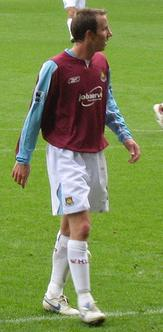
Bowyer jugando para el West Ham United en 2006

#### West Ham United
Bowyer firmó con el West Ham United con un contrato inicial de seis meses por una tarifa de transferencia nominal, lo que significaba que si el club descendía al final de la temporada 2002-03, el club no tendría que soportar un gran salario de la Premier League. La transferencia no fue popular entre un sector de seguidores del equipo, que cuestionaron su actitud hacia el racismo. Se llevó a cabo una protesta contra su fichaje en las afueras de Upton Park antes su la presentación ante la multitud. Las afirmaciones de que Bowyer habría recibido un bono de £1 millón si el West Ham mantenía la categoría fueron negadas por el entonces entrenador del club, Glenn Roeder. Al final, se vio obstaculizado por lesiones en el tobillo y solo disputó once encuentros. Finalmente, el WHU descendió y a Bowyer no se le ofreció otro contrato.

#### Newcastle United
Después de que el West Ham descendiera al final de la temporada 2002-03, Bowyer se unió al Newcastle United en una transferencia gratuita en julio de 2003. En total, jugó 98 partidos con el club en todas las competiciones y marcó 11 goles.
En abril de 2005, Bowyer volvió a estar en el centro de atención de los medios después de una pelea en el campo con su compañero Kieron Dyer en el partido de la Premier League contra el Aston Villa. Esto resultó en una tarjeta roja, además de una suspensión automática de tres juegos para cada jugador. La Asociación Inglesa de Fútbol multó a Bowyer con £30.000 e impuso una prohibición adicional de tres juegos, y el club le impuso una multa de seis semanas de salario; Dyer no fue multado porque se percibió que Bowyer había lanzado el primer golpe. Además, fue acusado por la policía de Northumbria en relación con la pelea por delitos previstos en el artículo cuatro de la Ley de Orden Público. Se declaró culpable del cargo menor de utilizar un comportamiento amenazante y recibió una multa de £600 y se le ordenó pagar £1000 en costas.

#### Regreso al West Ham United
Bowyer se reincorporó al West Ham United, el club al que apoyaba cuando era niño, en junio de 2006 por una tarifa no revelada, declarando que tenía "asuntos pendientes" con el club. Hizo 22 apariciones en la temporada 2006-07, que se vio interrumpida por una dislocación de hombro sufrida en la derrota por 6-0 ante el Reading en enero de 2007. Sin embargo, se recuperó antes de lo esperado y jugó en cinco de los partidos cruciales del club hacia el final de la temporada.

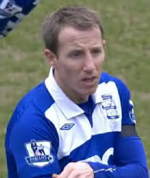
Bowyer jugando para el Birmingham City en 2010

Recuperó un lugar habitual en el primer equipo de los Hammers al comienzo de la temporada 2007-08, anotando sus primeros goles contra el Wigan Athletic y el Middlesbrough, y luego dos más en la victoria por 5-0 sobre el Derby County.

#### Birmingham City
En enero de 2009, Bowyer fichó cedido por el Birmingham City hasta el final de la temporada 2008-09. Tras la expiración de su contrato con el West Ham, firmó un contrato de dos años con el club en julio de 2009. Formó parte del equipo que tuvo una racha de 15 partidos invicto en todas las competiciones, incluido un récord del club de 12 invictos en la máxima categoría, ya que terminaron en noveno lugar, el mejor del club en más de 50 años.
En septiembre de 2010, Bowyer se vio obligado a disculparse por abusar verbalmente de un seguidor del West Bromwich Albion. El incidente ocurrió tras la sustitución de Bowyer después de haber cometido un desafío precipitado a Gabriel Tamaș. En enero de 2011, las repeticiones de televisión resaltaron incidentes, inadvertidos para el árbitro del partido, en los que Bowyer pisoteó al defensa del Arsenal, Bacary Sagna, y pareció clavar sus botines en el tendón de Aquiles del jugador. Las sugerencias en los medios, de que podría recibir una sanción de seis partidos, llevaron al entrenador del Birmingham, Alex McLeish, a argumentar que las autoridades del fútbol no estaban tratando a todos los clubes por igual al utilizar pruebas televisivas. Bowyer recibió la suspensión estándar de tres partidos por conducta violenta.
Desde 2010, Bowyer ostentaba el récord de más tarjetas amarillas recibidas en la Premier League; al final de ese año, tenía 98 tarjetas amarillas en la competición y cinco rojas. Hizo su primera aparición en una final importante en febrero de 2011, en el once inicial, cuando Birmingham derrotó al Arsenal por 2-1 en la final de la Copa de la Liga en el estadio de Wembley. En ese momento, se informó que no le iban a ofrecer una extensión de contrato. Sin embargo, en mayo, McLeish indicó que se haría una oferta, pero después del descenso del club al Championship, Bowyer dejó el club cuando su contrato expiró al final de la temporada 2010-11.

#### Ipswich Town y retiro
El 10 de julio de 2011, Bowyer se incorporó al Ipswich Town en una transferencia gratuita y firmó un contrato por un año. Marcó su primer gol con el Ipswich con un gol tardío contra su ex club West Ham United el 27 de septiembre. Fue liberado al final de la temporada 2011-12, después de haber marcado dos goles en 29 apariciones, después de lo cual Bowyer se retiró como futbolista.

### Como entrenador
En el otoño de 2015, Bowyer pasó un mes como entrenador invitado del equipo sub-21 del Watford, trabajando con su excompañero de equipo en Leeds, Harry Kewell. Después de entrenar en su primer club profesional, el Charlton Athletic, Bowyer fue nombrado segundo entrenador de Karl Robinson el 1 de julio de 2017.

#### Charlton Athletic
El 22 de marzo de 2018, Bowyer fue nombrado entrenador interino del Charlton Athletic después de que Karl Robinson se marchara de mutuo acuerdo. El 6 de septiembre, su puesto se hizo permanente con un contrato que duraría hasta el final de la temporada.
En su primera temporada completa en el club, guio al equipo a un tercer puesto en la League One, y se enfrentaron al Doncaster Rovers en los play-offs a dos partidos. Charlton ganó el partido de ida por 2-1, cortesía de los goles de Joe Aribo y Lyle Taylor. El gol de Doncaster en el minuto 88 significó que el partido de vuelta terminó 3-3 en el tiempo reglamentario. Ambos equipos anotaron en la prórroga, lo que resultó en un marcador global de 4-4, y Charlton ganó la tanda de penaltis por 4-3. Obtuvieron el ascenso al Championship al vencer al Sunderland por 2-1 en la final de la eliminatoria en el estadio de Wembley, regresando a la segunda división del fútbol inglés después de una ausencia de tres temporadas.
El 17 de junio de 2019, rechazó la oferta de una extensión de contrato, y el club (y el propietario Roland Duchatelet) anunciaron que Bowyer y el club no pudieron llegar a un acuerdo. Sin embargo, luego revirtió su decisión y firmó un nuevo contrato por un año. En octubre, recibió una sanción de tres partidos en la línea de banda por "conducta inapropiada y/o cuestionar la integridad de un árbitro de partido". Tras la adquisición del club por parte de East Street Investments, Bowyer firmó un nuevo contrato de tres años el 22 de enero de 2020. No obstante, el club descendió en el último día de la temporada 2019-2020 tras una derrota por 4-0 ante el Leeds United. Finalmente, Bowyer renunció a su cargo el 15 de marzo de 2021.

#### Birmingham City
El 16 de marzo de 2021, Bowyer reemplazó a Aitor Karanka como entrenador del Birmingham City y firmó un contrato por dos años y medio. Después de 16 meses a cargo, fue despedido el 2 de julio de 2022. Durante su última temporada a cargo, el club terminó en el puesto N°20 en el Championship y ganó solo cuatro de 26 encuentros después de noviembre de 2021.

#### Montserrat
En septiembre de 2023, fue anunciado como nuevo entrenador de la selección de Montserrat. Después de casi dos años en el cargo, el 30 de mayo de 2025, fue relevado en su puesto por Angus Eve.

## Selección nacional
El buen momento de Bowyer durante la temporada 2000-01 generó llamados para su inclusión en la selección de Inglaterra; sin embargo, la Asociación Inglesa de Fútbol dictaminó que no podría ser seleccionado hasta que se completara el caso judicial en relación con una agresión a un estudiante asiático. La FA finalmente lo autorizó a ser seleccionado tras la conclusión del caso judicial y el seleccionador de Inglaterra, Sven-Göran Eriksson, lo convocó para un amistoso internacional contra Portugal en septiembre de 2002. En dicho encuentro, Bowyer hizo su debut, asistiendo en el gol de su entonces compañero de equipo, Alan Smith. Fue su única aparición con Inglaterra.

## Clubes

### Como jugador
| Club              | País       | Año       |
| ----------------- | ---------- | --------- |
| Charlton Athletic | Inglaterra | 1994-1996 |
| Leeds United      | Inglaterra | 1996-2003 |
| West Ham United   | Inglaterra | 2003      |
| Newcastle United  | Inglaterra | 2003-2006 |
| West Ham United   | Inglaterra | 2006-2009 |
| Birmingham City   | Inglaterra | 2009-2011 |
| Ipswich Town      | Inglaterra | 2011-2012 |

### Como entrenador
| Club                    | País       | Año       |
| ----------------------- | ---------- | --------- |
| Charlton Athletic       | Inglaterra | 2018-2021 |
| Birmingham City         | Inglaterra | 2021-2022 |
| Selección de Montserrat | Montserrat | 2023-2025 |

## Palmarés

### Como jugador

#### Campeonatos nacionales
| Título          | Club            | País       | Año     |
| --------------- | --------------- | ---------- | ------- |
| Copa de la Liga | Birmingham City | Inglaterra | 2010-11 |